# Melicope ramuliflora
Melicope ramuliflora är en vinruteväxtart som beskrevs av Thomas Gordon Hartley. Melicope ramuliflora ingår i släktet Melicope och familjen vinruteväxter. Inga underarter finns listade i Catalogue of Life.